# Сумна повість кохання
«Сумна повість кохання» — радянський художній фільм 1982 року, знятий режисером Мухамедом Союнхановим на кіностудії «Туркменфільм».

## Сюжет
За мотивами повісті Володимира Козіна «Пряма нога». Дія відбувається на початку 30-х років у Середній Азії. Бай Какабай, який люто ненавидить більшовиків, зі своїм сімейством і челяддю йде за кордон. За ним слідують брати Нуралі та Додур. Молодший закоханий у дочку господаря, старший не може розлучитися з коханим ахалтекинським конем Дік-Аяком. Побравшись по чужині, брати не знайдуть там ні щастя, ні достатку — і повернуться додому.

## У ролях
- Овез Геленов — Нуралі
- Юсуп Кулієв — Додур
- Ораз Черкезов — Ягмур-ага
- Хоммат Муллик — Какабай
- Артик Джаллиєв — голова колгоспу
- Еджебай Орунова — Айбібі
- Ольга Жемчужна — Балсаят
- Джерен Ішанкулієва — Аннаджерен, старша дружина
- Аман Одаєв — Аманкулі
- Мерген Ніязов — Усман
- Ауріка Карецька — Аксона
- Георгій Жемчужний — Оджор-Аймет
- Вапа Мухамедов — епізод
- Курбан Кельджаєв — епізод
- Катерина Жемчужна — епізод
- Віра Зангієва — епізод
- Я. Оразбердиєв — епізод
- Марат Бєрдиєв — епізод
- М. Оразалієв — епізод
- Ніна Кобеляцька — епізод
- М. Гараєв — епізод
- С. Мадамінов — епізод

## Знімальна група
- Режисер — Мухамед Союнханов
- Сценарист — Євген Митько
- Оператор — Едуард Реджепов
- Композитор — Нури Халмамедов
- Художник — Олександр Чернов